# Хуайнаньская биота
Хуайнаньская биота — совокупность макроскопических бесскелетных организмов, обнаруженная в начале 1980-х годов Ваном и Сунь Вэйго в докембрийских отложениях Китая (городской округ Хуайнань провинции Аньхой) с возрастом 840—740 млн лет. Похожая биота была найдена и М. Б. Гниловской в России, на Тиманском кряже; её возраст — около 1 млрд лет.
Изучена она пока недостаточно. Известно лишь, что составляющие её организмы (Protoarenicola, Pararenicola, Sinosabellidites) достигали по размеру нескольких сантиметров (значительно уступая эдиакарским) и, по-видимому, имели форму сегментированных трубок, часто бокаловидных, с расширениями на конце. Высказывались предположения как о животной (червеобразной), так и о водорослевой природе этих организмов.
Очень важно то, что среди этих организмов нет ни медузоподобных «дисков» (как в эдиакарской биоте), ни каких-либо форм, близких к губкам (самым, за исключением трихоплакса, примитивным из современных групп животных); судя по всему, хуайнаньская биота не может считаться предковой ни для эдиакарской, ни тем более для современной (фанерозойской).